# درتیول
درتیول (به ترکی استانبولی: Dörtyol) شهری است در کشور ترکیه که در استان ختای واقع شده‌است. جمعیت این شهر بر اساس سرشماری سال ۲۰۰۸ میلادی ۶۷٬۴۳۰ نفر و بر اساس برآوردهای سال ۲۰۰۹ میلادی ۶۸٬۷۷۸ نفر می‌باشد.